# Концерт за цигулка в ла минор (Йохан Себастиан Бах)
Концерт за цигулка ла минор, BWV 1041, e написан от Йохан Себастиан Бах през 1748 година.

## Структура и анализ
Концертът се състои от три части:
1. Allegro moderato
2. Andante
3. Allegro assai